# Padovanino

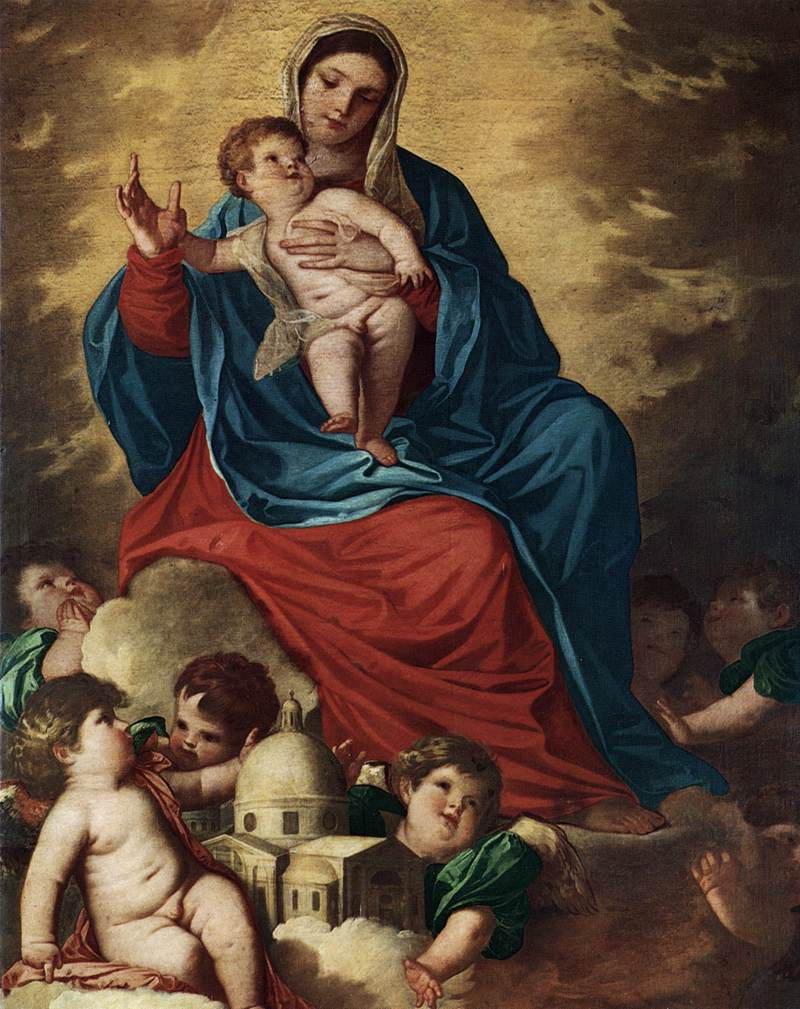
Virgen con el Niño y diseño de una basílica.

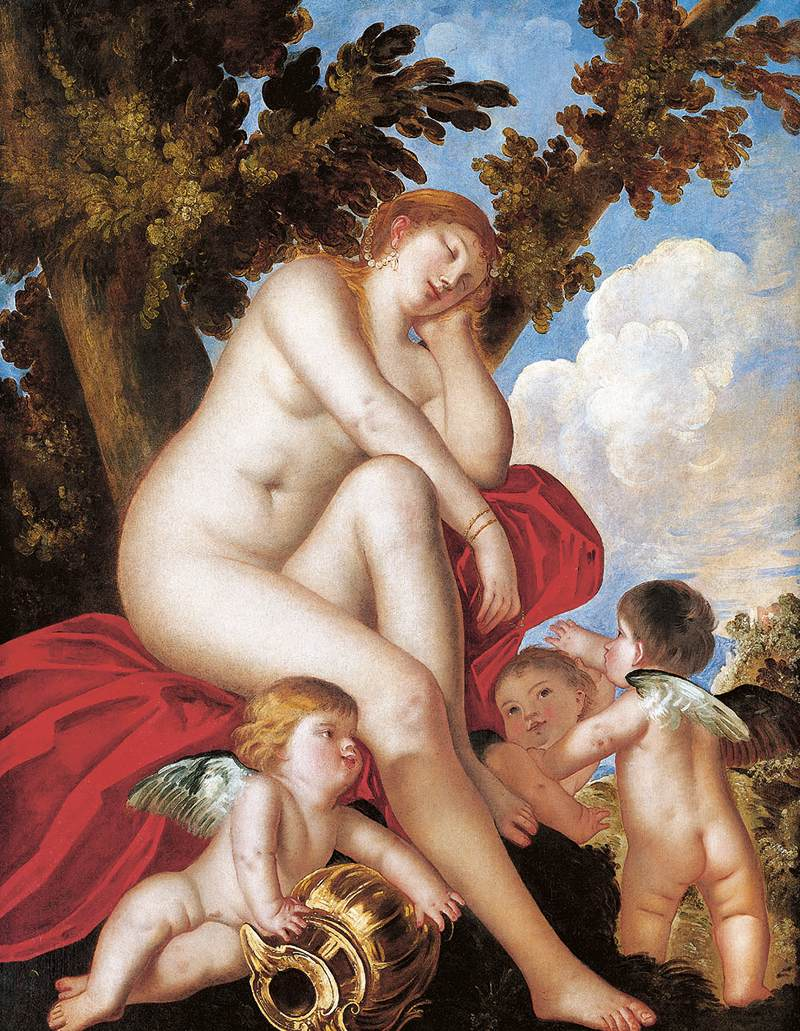
Venus durmiente con amorcillos.

Orfeo y los animales, Museo del Prado.

Alessandro Leone Varotari (Padua; 4 de abril de 1588-Venecia; 20 de julio de 1649), conocido como Il Padovanino, fue un pintor italiano, activo durante el Barroco.

## Biografía
Era hijo del pintor y arquitecto Dario Varotari y de Samaritana, hija de Giovan Battista Ponchino. Su primera formación es desconocida, ya que su padre murió cuando sólo tenía diez años, aunque parece que estudió los frescos de Tiziano en la Scuola di San Antonio de Padua en su juventud. La influencia del maestro veneciano es palmaria a la vista de la obra temprana de Varotari.
A poco de casarse en Padua con Caterina Mesa (1612), se traslada a Venecia en 1614. Al año siguiente ya se ha inscrito en la cofradía de pintores veneciana. Este mismo año realizará su primer viaje a Roma, donde se dedica a copiar profusamente a Tiziano. En 1618 recibe su primer encargo de envergadura para un patrón veneciano, llamada Victoria de los carnutos sobre los normandos. En 1619 realiza diseños para los mosaicos de la Basílica de San Marcos. Los siguientes años los dedica a decorar el interior de Santa Maria Maggiore. Hacia 1625 realizó un nuevo viaje a Roma. Allí recibió diversos encargos, entre ellos la copia de las grandes obras de la generación de artistas inmediatamente anterior. En la Ciudad de los Papas tuvo también la ocasión de estudiar a los grandes maestros: Michelangelo, Annibale Carracci o Palma el Joven.
Varotari participó en el concurso de diseños para la construcción de Santa Maria della Salute. Derrotado por Baldassare Longhena, tuvo que conformarse con pintar una obra para el altar mayor de la basílica.
Padovanino fue un artista muy respetado en su época. Aunque gran parte de su fama la debió a su talento como copista, merece un lugar en la historia de la pintura por derecho propio. Recogió el legado de Tiziano, a cuyo estilo fue muy fiel durante toda su carrera, y lo prolongó hasta muy avanzado el siglo XVII, dotándolo de una gran capacidad narrativa y una capacidad sensual que trasciende el espíritu contrarreformista imperante en su época.
Entre sus alumnos figuraron Pietro Liberi, Bartolomeo Scaligeri, Pietro della Vecchia, Giulio Carpioni y su propio hijo, Dario Varotari el Joven. Su hermana Chiara Varotari fue una excelente retratista.

## Obras destacadas
- Incredulidad de Santo Tomás (1610, Santa Lucía, Padua)
- Pentecostés (Accademia, Venecia), copia de Tiziano.
- Virgen con el Niño (Catedral de Padua), copia de Tiziano.
- Virgen con niño y diseño de una basílica (Santa Maria della Salute, Venecia)
- Victoria de los carnutos sobre los normandos (1619, Pinacoteca di Brera, Milán)
- Bodas de Caná (1622, Scuola Grande di San Marco, Venecia)
- Autorretrato (c. 1625, Musei Civici, Padua)
- Milagro de una parturienta a la orilla del mar (1628, San Giorgio, Nogaro)
- Martirio de San Andrés (Sant'Andrea, Bergamo)
- Educación de Cupido (Colección particular)
- Orfeo y los animales (Museo del Prado, Madrid)
- Marte, Venus y dos amorcillos (Ca'Rezzonico, Museo del Settecento Veneciano, Venecia)
- Cristo y la adúltera (Kunsthistorisches Museum, Viena)
- Judith con la cabeza de Holofernes (1636, Kunsthistorisches Museum, Viena)